# NGC 5865
NGC 5865 est une vaste et lointaine galaxie lenticulaire située dans la constellation de la Vierge. Sa vitesse par rapport au fond diffus cosmologique est de 11 901 ± 30 km/s, ce qui correspond à une distance de Hubble de 175 ± 12 Mpc (∼571 millions d'al). NGC 5865 a été découverte par l'astronome germano-britannique William Herschel en 1787. Cette galaxie a aussi été observée par l'astronome prussien Heinrich Louis d'Arrest le 27 avril 1862 et elle a été inscrite au New General Catalogue sous la désignation NGC 5868.
Note : la base de données Simbad identifie incorrectement NGC 5869 à la galaxie NGC 5865. La liste d'Abraham Mahtessian indique que NGC 5865, une lointaine galaxie, fait partie du groupe d'IC 1066 . Mahtessian répète la même erreur que la base de données Simbad pour qui NGC 5869 et NGC 5865 désignent la même galaxie, soit PGC 54119.